# Paulita Pappel
Paulita Pappel   (Madrid, 13 de desembre de 1987) és una cineasta, guionista i productora espanyola de pornografia queer establerta a Berlín, Alemanya. És la fundadora de Lustery, un lloc web de pornografia amateur, i HARDWERK, una productora independent amb seu a Alemanya. Així mateix, és curadora del Pornfilmfestival de Berlín.

## Biografia

### Primers anys i educació
Paulita Pappel va néixer el 1987 a Madrid. Va ser criada com a feminista i li va fascinar la pornografia des d'una edat molt primerenca. L'any 2005, Paulita va acabar els seus estudis i es va traslladar a Alemanya perquè a Espanya se sentia limitada per la idiosincràsia feixista catòlica. Paulita va assistir a la Universitat Lliure de Berlín, on va estudiar literatura comparada i va obtenir la seva llicenciatura el 2013.

### Carrera professional
Durant la seva estada en la Universitat Lliure de Berlín, Paulita va descobrir el feminisme queer pro sexe i es va involucrar en la comunitat feminista queer de Berlín. Les seves conviccions polítiques la van portar a desafiar els tabús i estigmes socials relatius a la sexualitat i va començar a actuar en pel·lícules porno feministes queer com un acte d'activisme. Paulita va treballar en diverses produccions feministes queer com Share (2010) de Marit Östberg i Mommy Is Coming (2012) de Cheryl Dunye. També va aparèixer en diverses pel·lícules de la sèrie XConfessions, fundada per Erika Lust.
A partir de 2015, Paulita va començar a treballar com a productora i directora de múltiples produccions. També participa en la comunitat de porno feminista queer de Berlín i se la considera una icona de la cultura del porno alternatiu. Ella advoca per una cultura sexual positiva i de consentiment. Paulita també coorganitza i gestiona el Pornfilmfestival de Berlín. El 2016, Paulita va fundar Lustery.com, una plataforma dedicada a la vida sexual de parelles reals de tot el món que filmen la seva vida sexual i la comparteixen amb la comunitat. El 2020, Paulita va fundar HARDWERK, una productora, així com hardwerk.com, una plataforma de pel·lícules feministes pro sexe centrada en els gangbangs.

## Filmografia

### Actriu
- 2010:	Share (Dir.: Marit Östberg)
- 2012:	Hasenhimmel	(Dir.: Oliver Rihs)
- 2012:	Mommy Is Coming	(Dir.: Cheryl Dunye)
- 2013:	Space Labia	(Dir.: El-Fi Cherry)
- 2014:	XConfessions Vol. 3	(Dir.: Erika Lust)
- 2014:	Magic Rosebud (Dir.: Roberta Pinson/Lavian Rose)
- 2014:	Performance (Dir.: Hanna Bergfors/Kornelia Kugler)
- 2015:	When we are together we can be everywhere	(Dir.: Marit Östberg)
- 2016:	XConfessions Vol. 6	(Dir.: Erika Lust)
- 2018:	XConfessions Vol. 12	(Dir.: Poppy Sanchez)
- 2019:	Instinct (Dir.: Marit Östberg)
- 2019:	Eva Sola (Dir.: Lara Rodriguez Cruz)
- 2019:	The Intern – A Summer of Lust (Dir.: Erika Lust)

### Directora / Productora
- 2016:	Female Ejaculation
- 2016:	Birthday Surprise
- 2016:	The Tinder Sex Experiment
- 2016:	Lustery
- 2017:	Refugees Welcome
- 2017:	Meanwhile in a parallel universe
- 2017:	The Toilet Line
- 2018:	It Is Not The Pornographer Who Is Perverse
- 2019:	Bride Gang
- 2019:	Gang Car Gang
- 2019:	Ask me Bang
- 2020:	Labyrinth Gang
- 2020:	Kill Gang
- 2020:	Hey Siro
- 2020:	Hirsute
- 2020:	Masquerade of Madness
- 2021:	Even Closer / Hautnah
- 2021:	Ask me Bang Delfine
- 2021:	Hologang